# 이신론

이신론(理神論, 영어: deism) 또는 자연신론(自然神論)은 18세기 계몽주의시대에 등장한 철학(신학)이론이다. 세계를 창조한 하나의 신을 인정하되, 그 신은 세계와 별도로 존재하며 세상을 창조한 뒤에는 세상, 물리법칙을 바꾸거나 인간에게 접촉하는 인격적 주재자로 보지 않는다. 그에 따라 계시, 기적 등이 없다고 보는 철학, 종교관이다. 계몽주의에서 이신론은 신은 인간을 초월한 존재이며 또 우주의 창조주라고 생각하는 점에서는 일종의 유신론(有神論)이지만, 한편에서는 인간은 이성(理性)을 가지고 있기 때문에 이 신의 존재나 우주의 법칙을 이성으로 알 수가 있다고 간주하였다.

## 이신론 일반
성경을 비판적으로 연구하고 계시(啓示)를 부정하거나 그 역할을 현저히 후퇴시켜 기독교의 신앙 내용을 오로지 이성적인 진리에 한정시킨 합리주의 신학의 종교관이다. 신이 세계를 창조한 뒤에는 직접 세계에 간섭하지 않는다고 보는 것이 이신론이라고 이해하는 것은 영국 이신론에 해당되지 않으며, 반기독교적이라는 특징도 프랑스 이신론에만 해당되는데, 루소는 예외이다. 또한 영국 이신론의 시조로서 17세기의 철학자 E. 허버트를 강조하기도 하나, 직접 영향을 끼친 존 로크가 더욱 타당하다. 17세기에 청교도들이 인간을 초월한 신의 계시(啓示)를 제창한 것에 대해서, 로크는 《인간오성론(人間悟性論)》이나 《그리스도교의 합리성》에서, 이신론 입장에서 계시와 이성과의 일치로서 자연 종교를 인정하였다. 허버트의 이론은 반이성적인 것을 부정하고 초(超)이성적인 것을 인정한 로크보다 진보한 것이다.

## 이신론 특징
이신론은 주장자, 또는 유행한 국가별로 차이가 많다. 하지만, 이신론의 공통적인 특징은 기적(역사에 신이 개입)을 부정하였다는 것이다. 유신론에서 기적은 신의 본질적 요소이자 종교의 존립근거였기 때문에 이신론은 현실적으로 또는 잠재적으로 교회를 위협하는 것으로 반기독교적으로 기독교에 인식되었다. 이신론은 종교에서 의식을 강조하는 것이 불필요하다고 여기고, 초자연적인 계시를 믿음의 기본으로 보는 것을 비웃었다. 이신론에서는 하느님의 창조물은 오직 하느님의 경전뿐이라고 했다.

### 이신론의 성경
매튜 틴달의 저서인 <기독교는 창조처럼 오래되었고, 복음은 자연종교를 재출간한 것>(1730)는 이신론의 성경으로 불리어졌다. 그 책에서 신은 언제나 인류에게 신이 원하는 모든 것을 알 수 있는 충분한 방법들을 주셨다라고 주장하였는 데, 그 방법들은 이성을 뜻한 것이다. 이것은 바로 이성이 성경보다 먼저 창조되었음을 의미하는 것으로 이성을 절대시하는 성향을 나타낸 것이었다.

## 후대에 미친 영향
자연주의, 계몽주의, 이성주의에 입각한 이신론은 현대 무신론 사상으로 발전하였다. 이신론이 기독교 종파에 영향을 주었다는 견해도 있으나 이는 옳지 않다. 왜냐하면, 유니테리언 등의 삼위일체를 부정하는 견해는 기적을 부정하는 이신론의 영향을 받은 것이 아니라 초기 기독교 교회의 재발견이라 할 수 있기 때문이다. 이신론의 일반 교의에서는 종교 자체가 부정된다.
범신론과 연결되어 범이신론, 범재이신론 등이 만들어지기도 했다.

## 이신론자
영국의 존 톨런드와 매슈 틴들, 프랑스의 볼테르, 디드로, 장 자크 루소, 특히 다수의 미국 건국의 아버지들인 존 애덤스, 존 퀸시 애덤스, 토머스 제퍼슨, 벤저민 프랭클린 등이 있다. 미국 건국의 아버지들은 대다수가 세속적이며 정교분리자였다. 그래서 조지 워싱턴이 연설 때 언급한 건설자, 주재자 그리고 미국 독립선언서에 나오는 창조주는 기독교의 신이 아닌, 이신론자들이 생각한 신, 즉 이성, 우주 또는 자연법칙(자연신)이라 할 수 있다는 주장이 있다.

## 같이 보기
- 이치주의
- 무한주의
- 도덕주의적 심리치료적 이신론
- 비신론
- 철학적 유신론
- 대폭발이론의 종교적 해석
- 영적이지만 종교적이지 않음
- 초월주의

## 참고 문헌
- 램프레히트 (Sterling Power Lamprecht 1890-1973), 《서양철학사》(을유문학사)[쪽 번호 필요]
- 편집부, 《파스칼 백과사전》(동서문화사)[쪽 번호 필요]